# Amsar, Quba
Amsar là một ngôi làng và đô thị ở vùng Quba thuộc Azerbaijan. Có số dân là 2,475 người.